# ボクシングの技術
ボクシングの技術（ボクシングのぎじゅつ）では、ボクシングで用いられる各種のテクニックを記述する。

## 防御技術

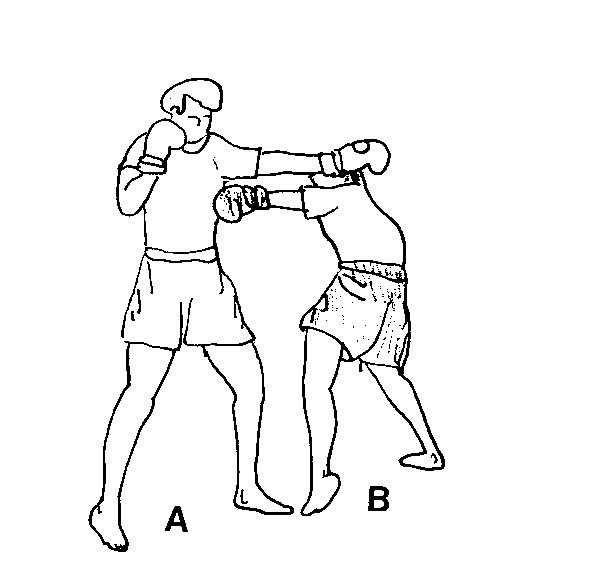
スリッピング
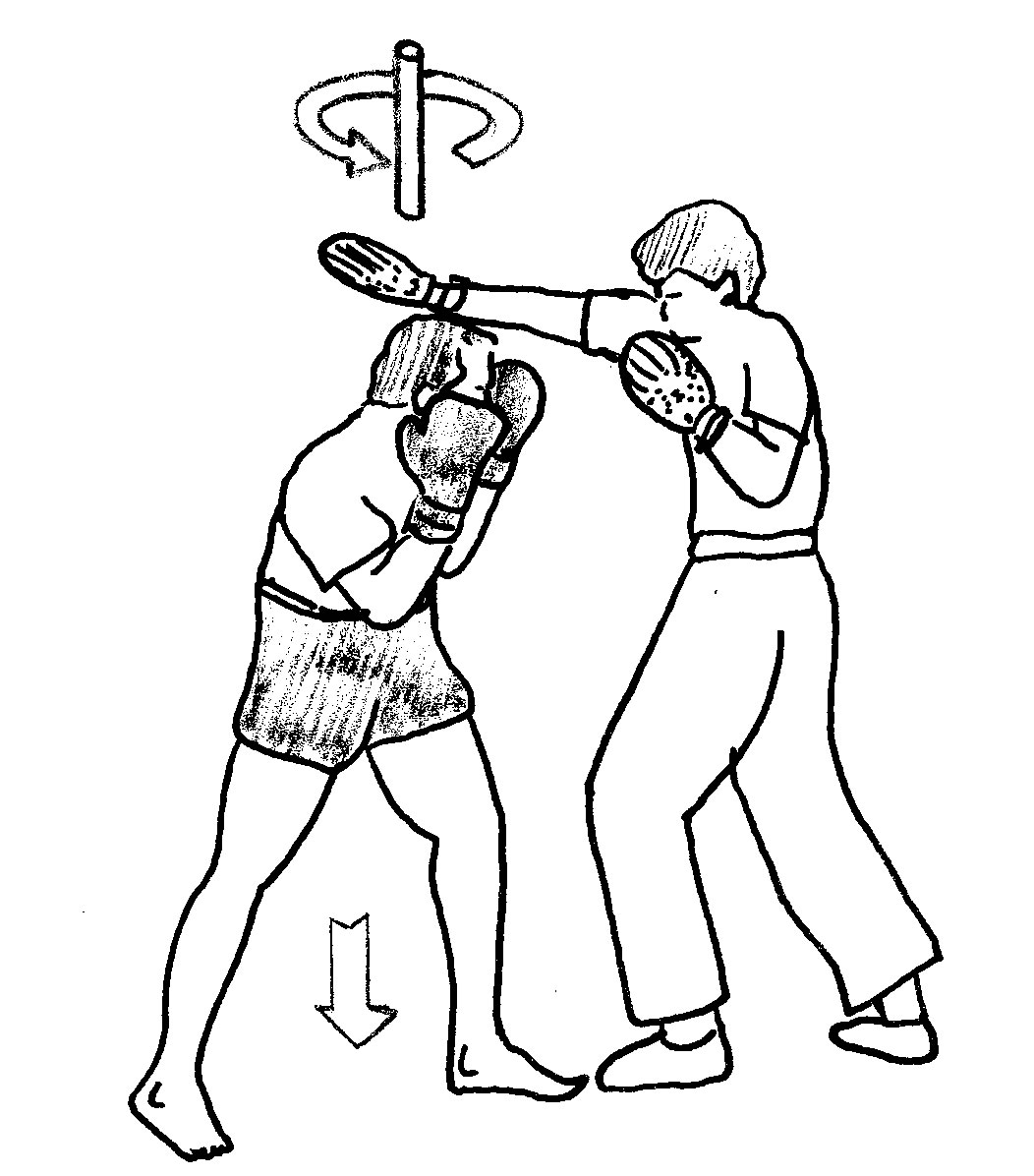
ボビング
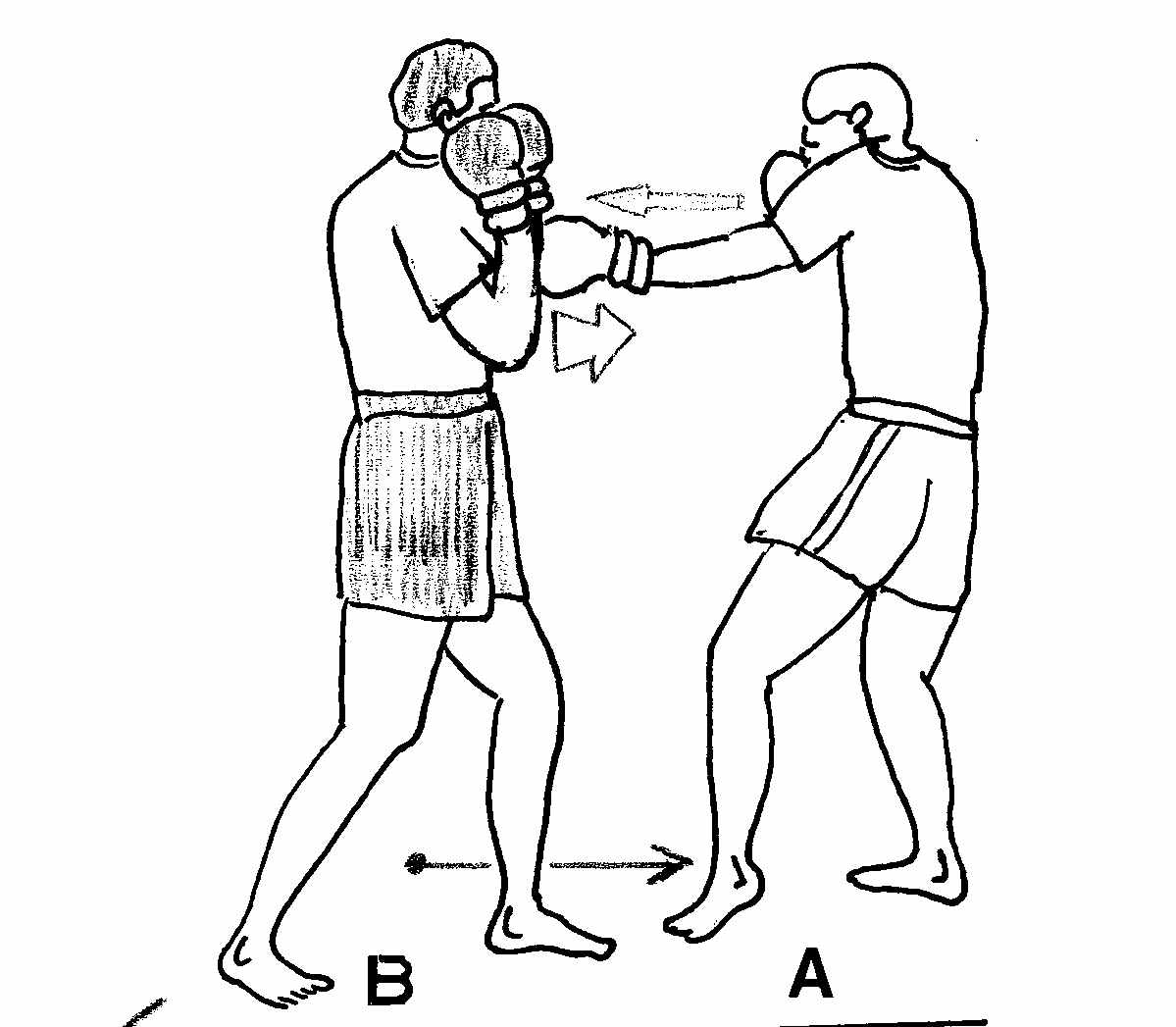
ブロッキング (with the arms)
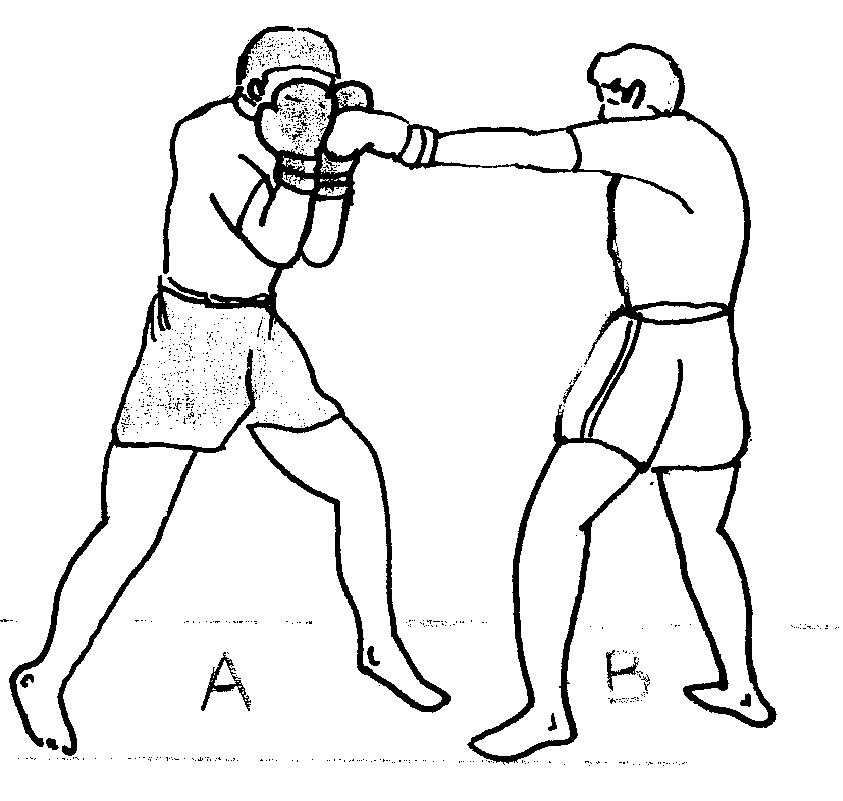
カバーアップ (with the gloves)
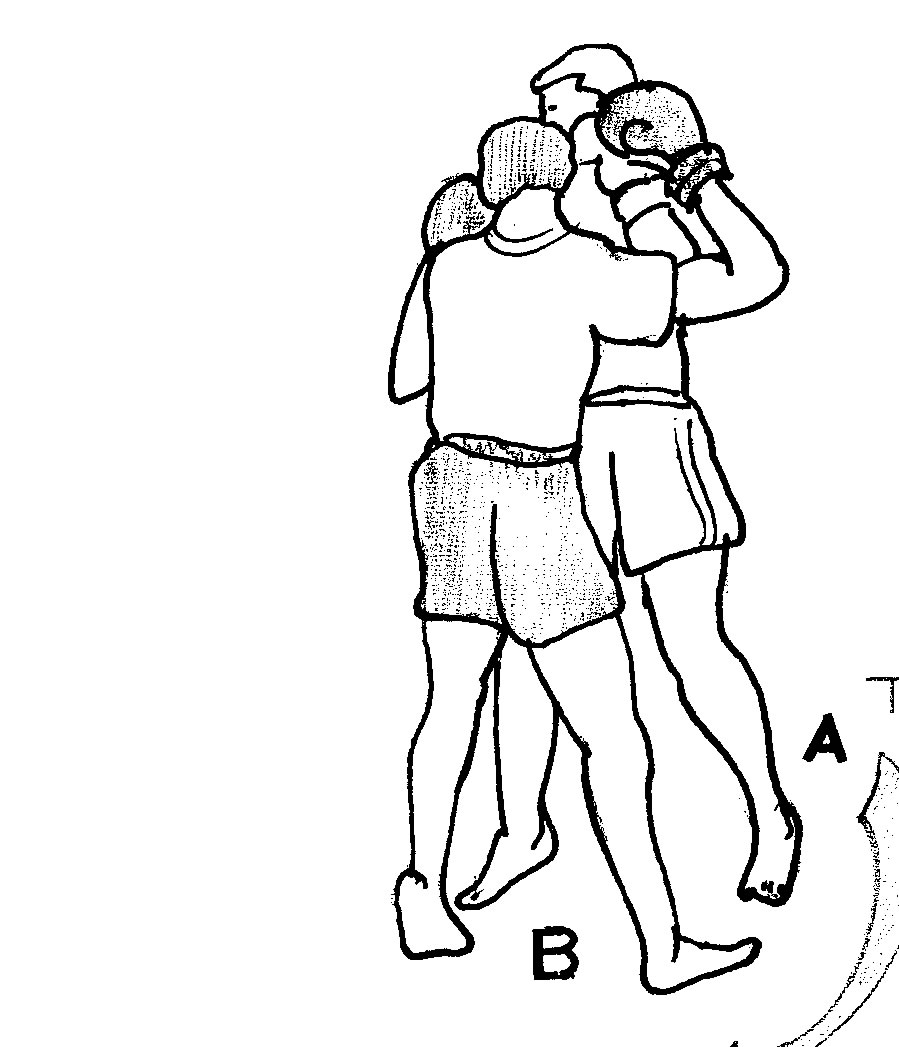
クリンチ
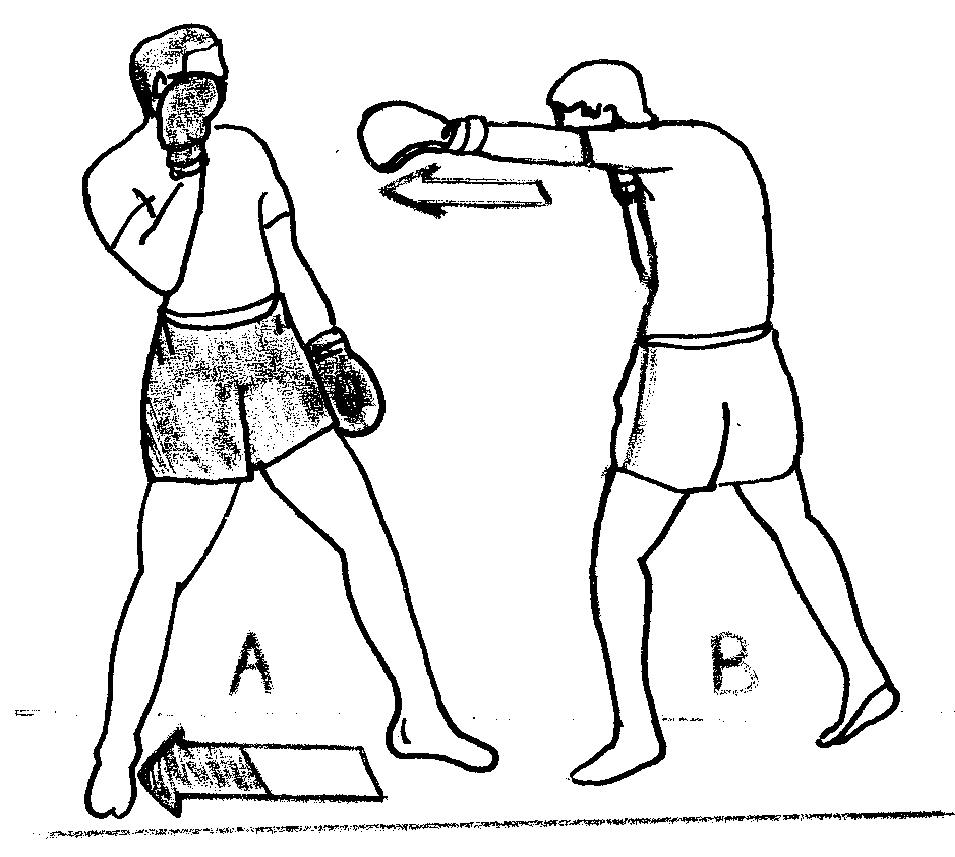
フットワーク
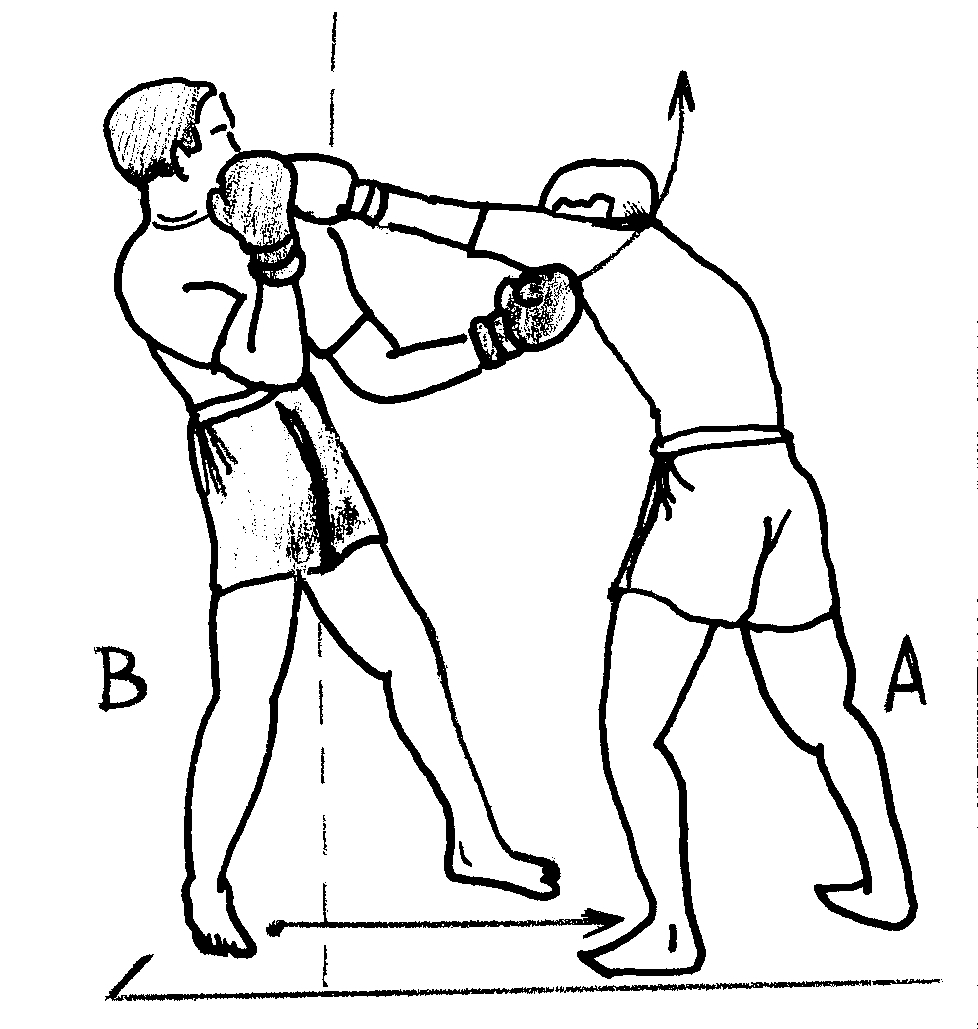
Pulling away

### ボブアンドウィーブ
ボビング (bobbing) は、頭部を横方向に移動し、パンチの真下に移動。相手のパンチが到着すると、ボクサーは脚をすばやく曲げ、同時に身体をわずかに右または左に移動。パンチが回避されると、ボクサーは「織って」直立位置に戻り、まだ伸びている相手の腕の外側または内側に現れる。相手の伸ばされた腕の外側に移動することを「外側へのボビング」と呼ぶ。相手の伸ばした腕の内側を移動することを「内側へのボビング」"bobbing to the inside"と呼ぶ。

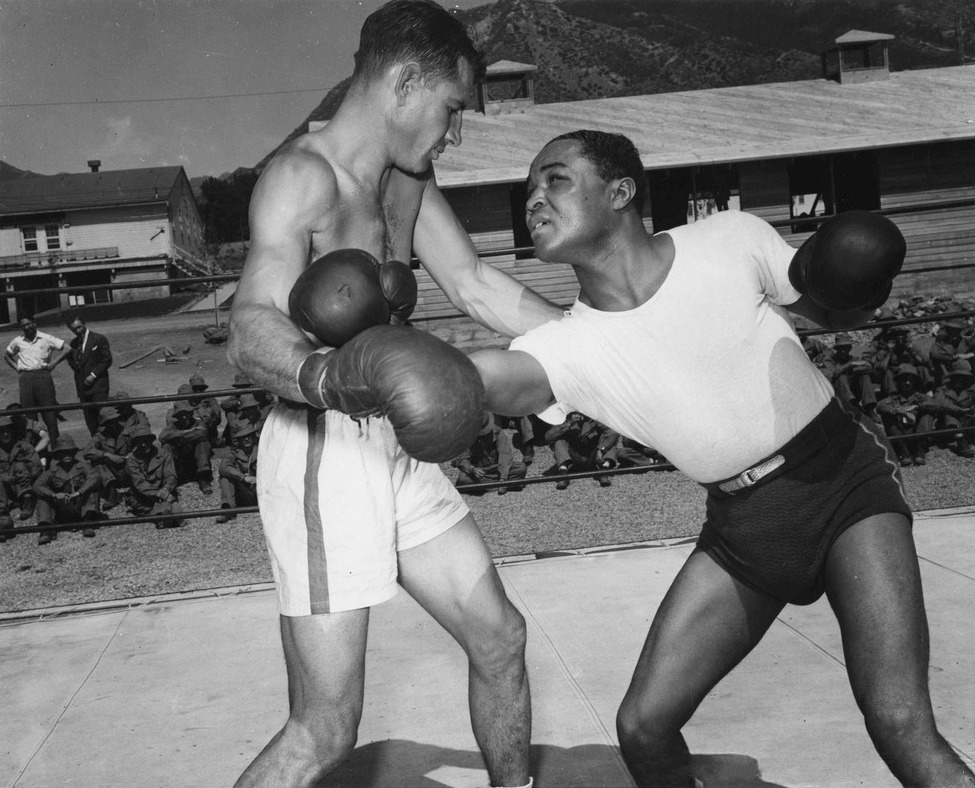
ヘンリー・アームストロングは、1943年の米国陸軍での公開で防御と受け流しを行う。

### パリー/ブロック
受け流しまたはブロック (parrying, blocking) は、ボクサーの手を防御的なツールとして使用して、入ってくる攻撃をそらし、相手のパンチが届くと、ボクサーは鋭い、横方向の、開いた手の打撃を相手の手首または前腕に与え、パンチをリダイレクトする。

### ストッピング
またはキャッチ (catch) とも。手のひらで相手のパンチを防ぐ。ブロックあるいは下方向への受け流し（パリー）としても使える。

### カバーアップ
カバーリングアップ (covering up) は保護されていない顔や体に入ってくるストライキを回避するための最後の機会で一般的に頭と顎を保護するために両手を高く保持し、前腕を胴体に押し付けてボディショットを妨ぐが、体を保護するときボクサーは腰を回転させ、入ってくるパンチをガードから「ロール」させる。頭を保護するためにボクサーは両方の拳を顔の前面に押し付け、前腕を平行にして外側に向ける。このタイプのガードは、下からの攻撃に対しては弱い。

### クリンチ
クリンチは、粗い形態で取り組むと両方のボクサーの間の距離が閉じられており、ストレートパンチを用いることができない場合に発生。この状況では、ボクサーは相手の手を握ったり「縛ったり」しようとするため、フックやアッパーカットを投げることはできず、クリンチを行うためにボクサーは両手で相手の肩の外側をループし、前腕の下で背後に回って相手の腕を自分の体にしっかりとつかむ。この位置では相手の腕は固定されており、攻撃には使用できない。クリンチングは一時的な試合の状態であり審判によってすぐにとり消される。

### スウェーバック
単にスウェー (sway) とも。文字通り「後ろに揺れる」ことで、体を後方へと曲げる（逸らす）ことで、頭部への打撃をかわす動き。

### ウィービング
ウィービング (weaving) は、ボクシングの防御テクニックの一つで、頭や上体を上下左右に動かし、的を絞らせない方法。

### ダッキング
ダッキング (ducking) は、ボクシングにおける基本的な防御技術。上体を前に屈めるようにして相手のパンチをかわす戦法をこう呼ぶ。顔面へのストレートやフックを回避する際に行うのが主だが、タイミング次第ではアッパーも回避できる。また、ボディへのストレートやリバー・ブロー（肝臓打ち）などの攻撃につなげる場合にも用いられることがある。ただし、アマチュアボクシングだと上体を前に倒すと反則になってしまう。

### パーリング
パーリング (parrying) は、掌やグローブなど、拳の部位で相手のパンチを弾くまたは叩き落とす防御技術

## 防御スタイル
ボクシングで使用される3つの主な防御位置（ガードまたはスタイル）がある
すべてのボクサーには、これらのスタイルに対する独自のバリエーションがあり、一部のボクサーは頭部保護を強化するためにガードを高くし、他のボクサーはボディーパンチに対する保護を強化するためにガードを低くする場合がある。多くのボクサーは、単一のポジションを厳密に使用するのではなく、それらを保護するために特定のポジションを選択する際に状況に適応。

### ピーカブースタイル (Peek-a-Boo)
ピーカブースタイルは主にボクシングに用いられるスタイル（構え）の一種で、両腕を顔の前で揃える。顔面への防御が強くなる一方、ボディへの防御が手薄になる。マイク・タイソンのスタイルとして知られる。名称の赤ちゃんのゲームのように、ボクサーの顔の前に手を置くボクサーがよく使用する防御スタイル。それは顔に追加の保護を提供し、相手の顔をジャブしやすくする。Peek-a-Booボクシングは、伝説のトレーナー Cus D'Amatoによって開発された。Peek-a-Booボクシングは、前腕を顔の前に、握りこぶしを鼻の目の高さにしたリラックスした手を利用。他のユニークな機能には、左右のヘッドの動き、ボビング、ウィービング、および相手のブラインドサイディングが含まれ番号システムは、3-2-3-Body-head-bodyまたは3-3-2 Body-Body-headがダミーが固定されており、D・アマトは「悪意」と呼んだ。スタイルの背後にある理論は効果的なボビングおよびウィービングヘッドの動きと組み合わせるとボクサーは非常に強力な防御力を持ち、より捕らえにくくなり、フックとアッパーカットを非常に効果的に投げることができるということでありまた通常はアッパーカットやフックの上昇によって、素早い首の動きだけでなく、迅速なダッキングや悪い戻りダメージも可能にする。インファイター用に設計された防衛であるため主にインファイトで使用され、ボボ・オルソンはこれを防御として使用した最初のチャンピオン。Peek-a-Booスタイルを使用する有名な選手にはOlsonおよびJosé Torresらがいる。

### クロスアーム
クロスアームブロックは、前腕は顔の前で水平方向に互いの上に配置され、一方の腕のグローブは他方の腕の肘の上にあるスタイルで、バックハンド（正統派のボクサーの場合は右、サウスポーの場合は左）が垂直に上がると大きく変化し、頭部の損傷を減らすのに最も効果的で、ボクサーが影響を受けやすい唯一のヘッドパンチは、頭頂部へのジャブで、体は開いているが、このスタイルを使用するほとんどの選手は体を保護するために曲がり、傾いているが、直立して変化していない間に体が打撃を受ける。この位置からカウンターパンチすることは非常に困難だが、実質的に頭部損傷を排除できる。

### フィリー・シェルまたはショルダー・ロール
これは実際にはクロスアームディフェンスのバリエーション。リードアーム（オーソドックスな場合は左、サウスポーの場合は右）は、通常は胴体と胸の間のどこかに胴体全体に配置され、リードハンドは胴体の反対側にある。背中の手は顔の側面に置かれます（正統派の場合は右側、サウスポーの場合は左側）。リードの肩は、顔の側面にぴったりと引き込まれている（オーソドックスな場合は左側、サウスポーの場合は右側）。このスタイルは、カウンターパンチを好む選手によって使用。このガードを実行するには運動能力と経験が必要です。このスタイルは、カウンターパンチに非常に効果的。これは、上半身を回転させて浸し、打撃を一見させることでパンチを滑らせることができるため。パンチが一見した後、ファイターのバックハンドは、アウトオブポジションの相手にヒットするのに最適な位置にあります。肩の傾きはこの姿勢で使用。肩の傾きを実行するために回転し、敵のパンチが彼らに近づいてくるときに回転し、（正統派の場合は右に、サウスポーの場合は左に）、対戦相手が手を戻している間に相手に向かって回転。ファイターは、防御されていない相手に向かって回転しているときに、バックハンドでパンチを投げるがこのスタイルの弱点は静止しており、回転していないときは、攻撃するために開かれているため、このスタイルを効果的に実行するために運動能力と十分な条件が必要。このスタイルに勝つためには敵の肩をジャブし、肩と腕を痛め、その腕を動員するのが理想。sバックハンドは、アウトオブポジションの相手にヒットするのに最適な位置にあり肩の傾きはこの姿勢で使用され肩の傾きを実行するために回転し、敵のパンチが彼らに近づいてくるときに回転し（正統派の場合は右に、サウスポーの場合は左に）、対戦相手が手を戻している間に相手に向かって回転。ファイターは、防御されていない相手に向かって回転しているときに、バックハンドでパンチを投げるが弱点は体が静止しており、回転していないときは、攻撃するために開かれているため、このスタイルを効果的に実行するために運動能力と十分な条件が必要。このスタイルに勝つために敵の肩をジャブし、肩と腕を痛め、その腕を動員するのが理想である。sバックハンドは、アウトオブポジションの相手にヒットするのに最適な位置にあり肩の傾きはこの姿勢で使用され肩の傾きを実行するために回転し、敵のパンチが彼らに近づいてくるときも回転し、（正統派の場合は右に、サウスポーの場合は左に）、対戦相手が手を戻している間に相手に向かって回転。ファイターは、防御されていない相手に向かって回転しているときに、バックハンドでパンチを投げるこのスタイルの弱点は静止しており、回転していないときは、攻撃するために開かれているためこのスタイルを効果的に実行するために運動能力と十分な条件が必要。このスタイルに勝つために、ボクサーは敵の肩をジャブし、肩と腕を痛め、その腕を動かすのが理想である。

## パンチ技

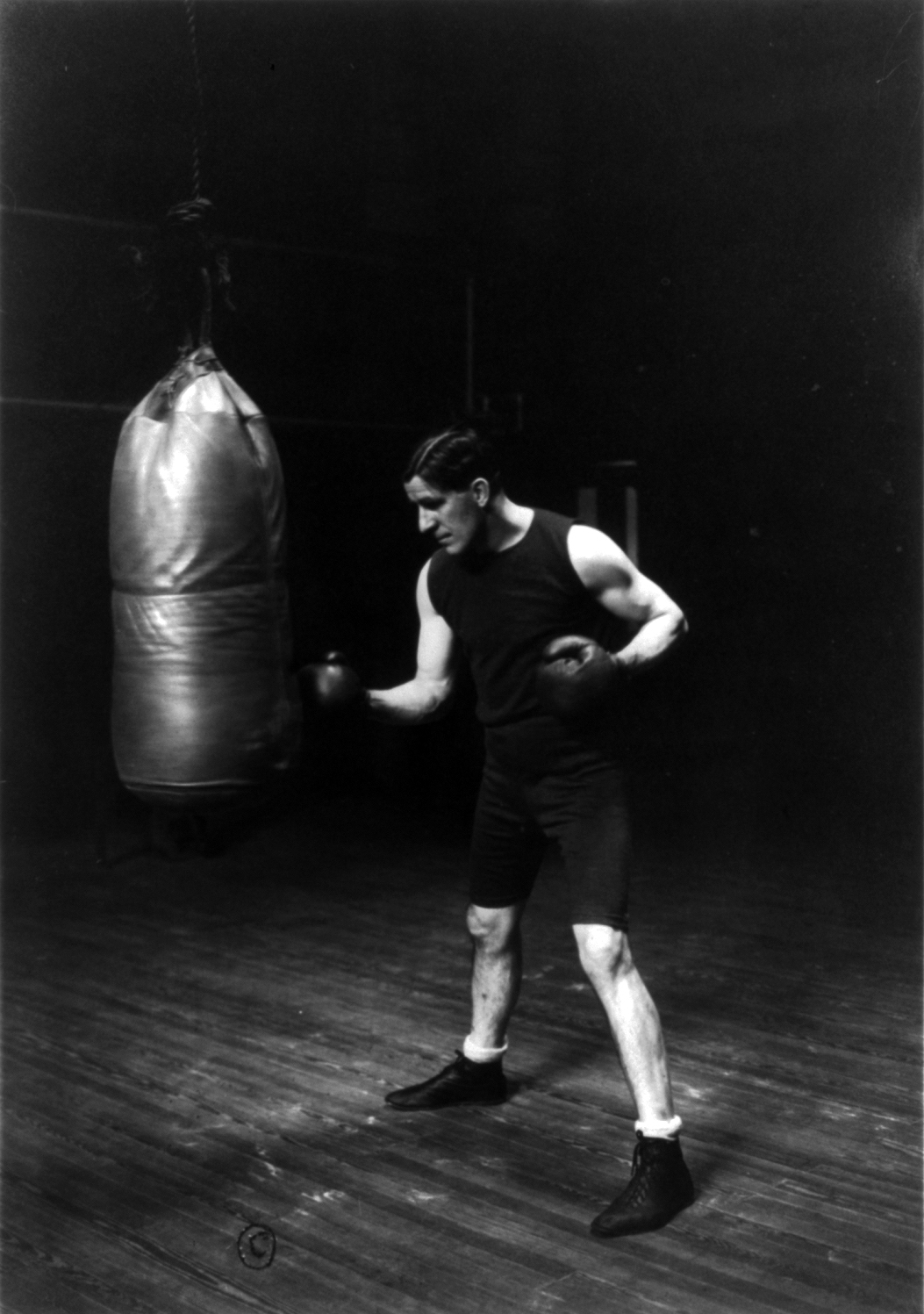
ジェームズ・J・コーベットは1900年にパンチングバッグを打つ

現代のボクシングの4つの基本的なパンチは、ジャブ、クロス、フック、およびアッパーカット。

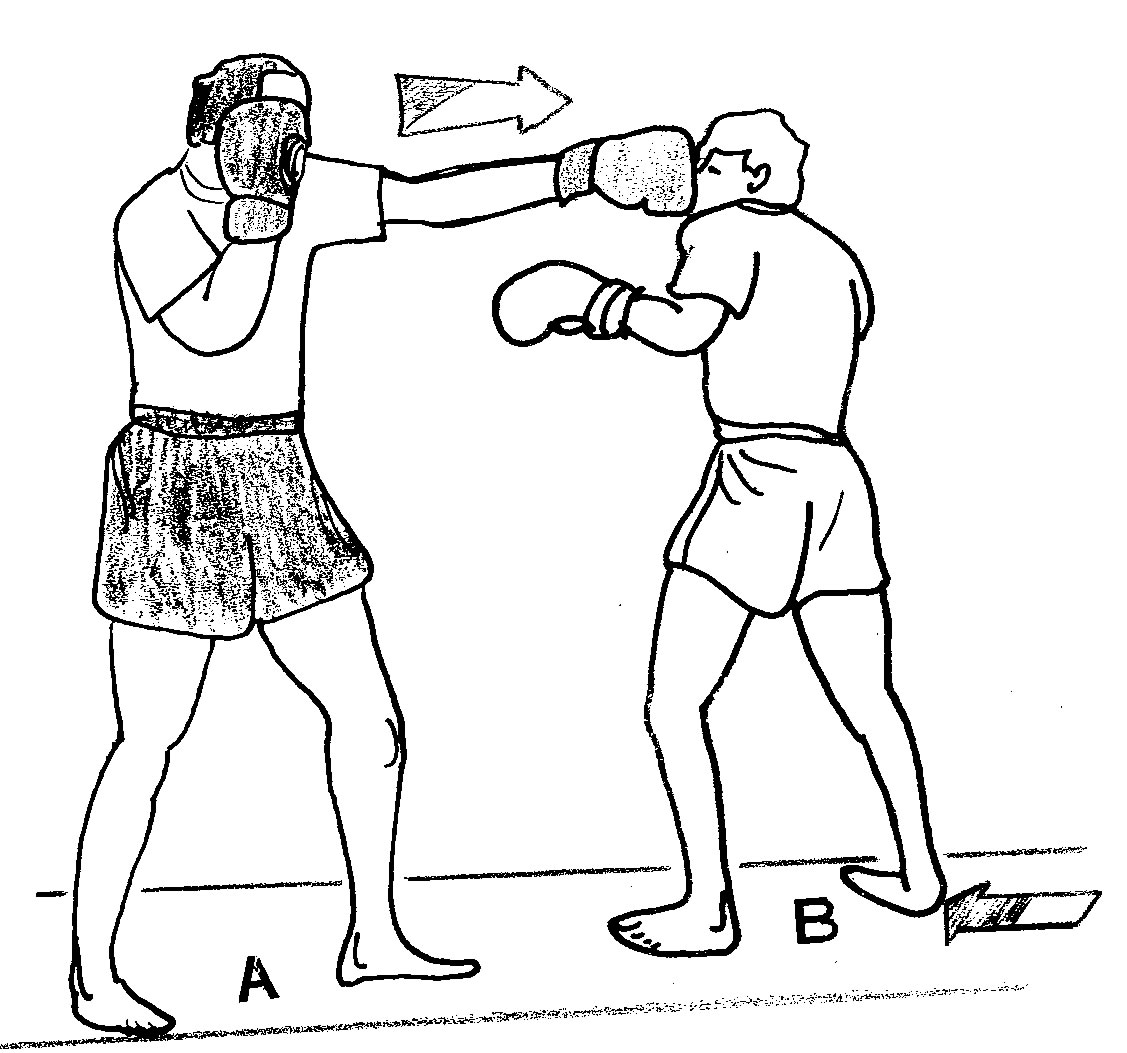
jab
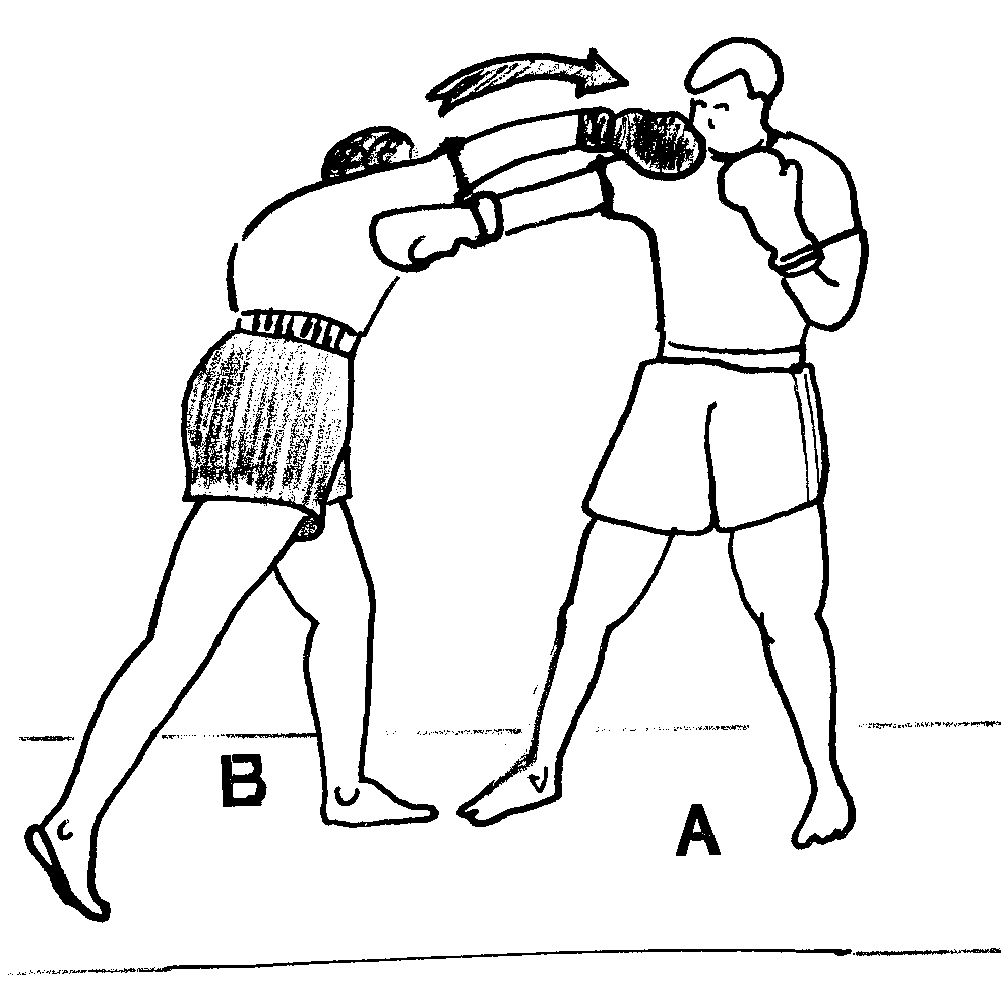
cross — in counter-punch with a looping
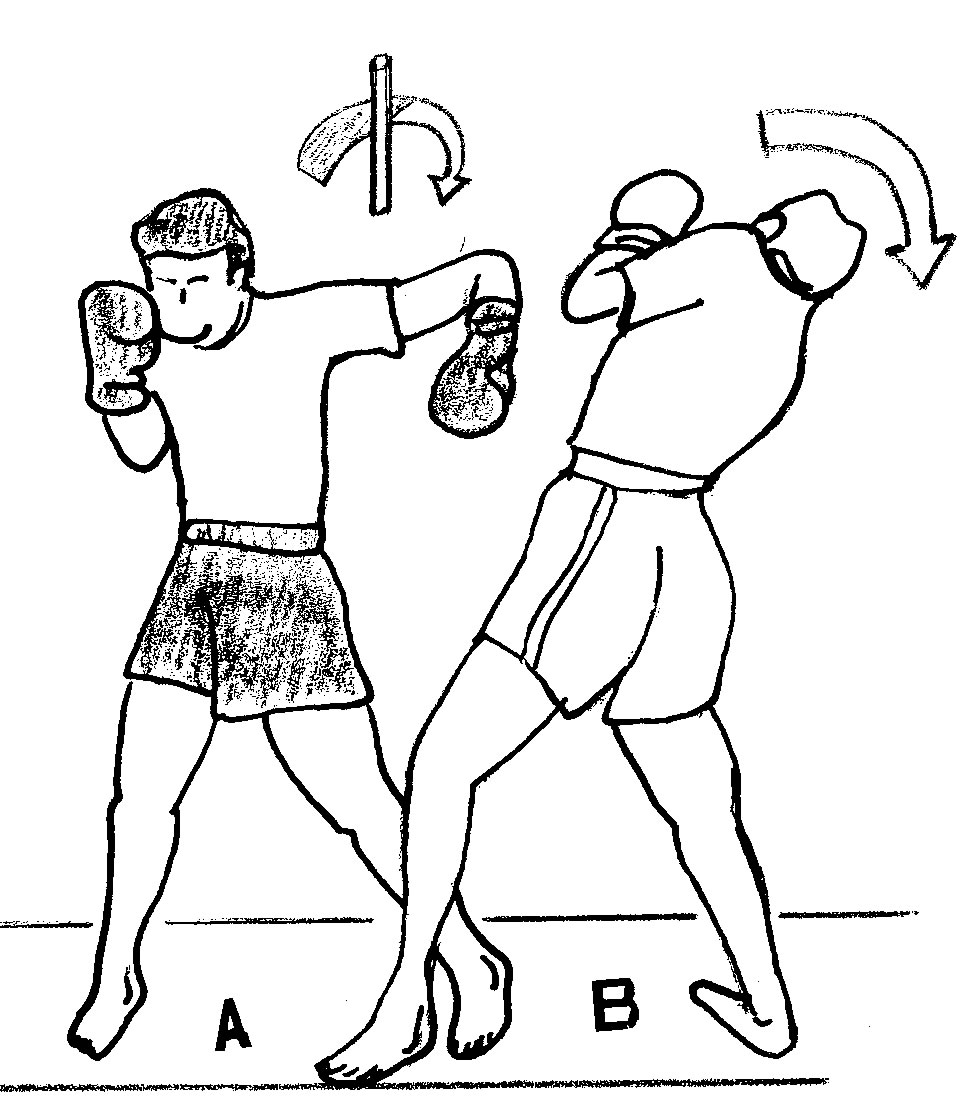
hook
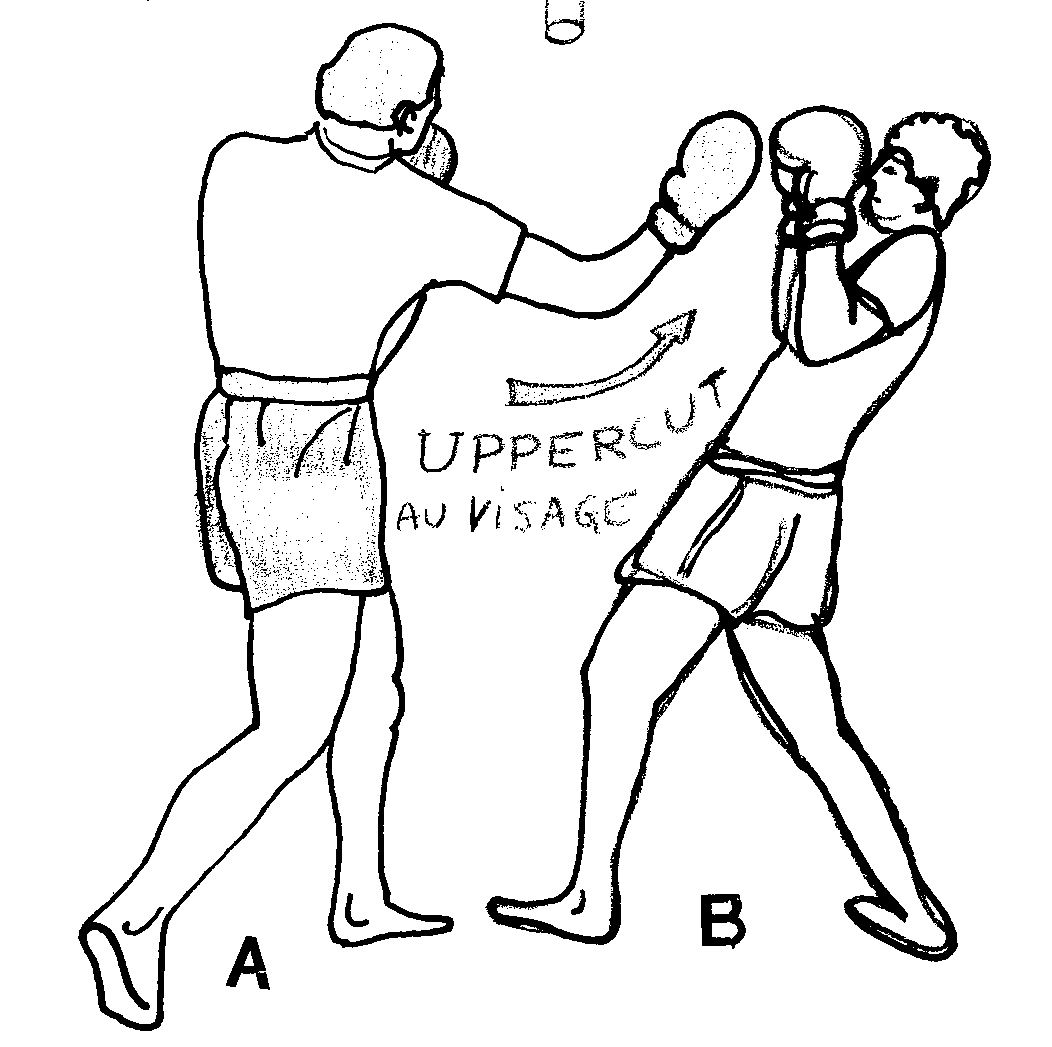
Uppercut

### ジャブ
ジャブはガードポジションからリードハンドでスローされた素早いストレートパンチ。ジャブは胴体の側面から伸びており、通常は胴体の前を通過しない。胴体と腰の小さな時計回りの回転が伴うが、拳は90度回転し、衝撃で水平になる。パンチが完全に伸びると、顎を保護するためにリードの肩が上がる。後部の手は、顎を守るために顔の隣に残ります。標的と接触した後、顔の前でガード位置を再開するために、リードハンドがすばやく引き込まれる。ジャブは、ボクサーの武器庫で最も重要なパンチでこれは、ジャブがかなりの量のカバーを提供し、相手からカウンターパンチのためのスペースを最小限に抑えるため。それはどんなパンチよりも長いリーチを持ち、コミットメントや大きな重量移動を必要としない。比較的弱い力のため、ジャブは距離を測ったり、相手の防御を調べたり、より強力で強力なパンチを設定するためのツールとしてよく使用される。ハーフステップを追加して、ボディ全体をパンチに移動して、追加の力を加えることができる。パワーが不足しているにもかかわらず、ジャブはボクシングで最も重要なパンチであり、攻撃だけでなく防御にも使用できます。優れた素早い硬いジャブはフックやアッパーカットなどのはるかに強力なパンチを妨げる可能性があるため。

### クロスカウンター
クロスカウンターはリアハンドで投げられる強力なストレートパンチ。ガード位置から、後部の手が顎から投げ出され、体を横切り、まっすぐにターゲットに向かって移動。後肩は前方に押し出され、あごの外側に触れるだけで終わる。同時に、顎の内側を保護するために、リードハンドを引っ込めて顔に押し込む。さらにパワーを加えるために、胴体とヒップはクロスが投げられるときに反時計回りに回転。また、重量は後足から先足に伝達され、後足のかかとが重量の伝達の支点として機能するため、外側に回転。ジャブのように半ステップ前進が追加される場合があるがクロスが投げられた後、手は素早く引き戻され、ガード位置が再開される。敵を狙ってジャブを打ち返すために使用できるがsヘッド（または体に向けられたクロスのカウンター）またはフックを設定する。クロスはジャブにも従うことができ、古典的な「ワンツーコンボ」を形成。クロスは「まっすぐ」 (straight) または「右」 (right) の打ち方。

### フック
フックは、リードハンドで相手の頭の側面に投げられる半円形のパンチ。ガード位置から、肘を水平な拳で引き戻し（指の関節が前方を向く）、肘を曲げる。あごを保護するために、後部の手を顎にしっかりと押し込みます。胴体とヒップは時計回りに回転し、身体の前面を横切るきつい時計回りの弧を描いて拳を推進し、ターゲットに接触。同時に、先頭の足が時計回りに回転し、左のかかとを外側に回す。接触すると、フックの円形経路が突然終了し、リードハンドがガード位置にすばやく引き戻される。フックは下半身（肝臓への古典的なメキシコフック）をターゲットとすることもあり、このテクニックは「リップ」と呼ばれ、従来の頭部へのフックと区別することがある

### アッパーカット
アッパーカットは後部の手で投げられる垂直の上昇パンチ。ガード位置から、胴体がわずかに右に移動し、後部の手が相手の胸のレベルより下に下がり、膝がわずかに曲がり、この位置から後部の手は、相手のあごまたは胴体に向かって上昇する弧を描くように押し上げられます。同時に、膝がすばやく上に押し上げられ、胴体と腰が反時計回りに回転し、後部のかかとが外側に曲がり、クロスの体の動きを模倣。アッパーカットの戦略的有用性は、敵の体を「持ち上げる」能力に依存し、連続した攻撃に対してバランスを崩す。

### ボロパンチ
オリンピックボクシングで時々見られる。ボロは腕のパンチであり、その力は体重の移動ではなく、円弧の短縮によるもの。それはパンチの実際の力ではなく、奇妙な角度で着地するため、より多くの効果を持つ傾向がある。

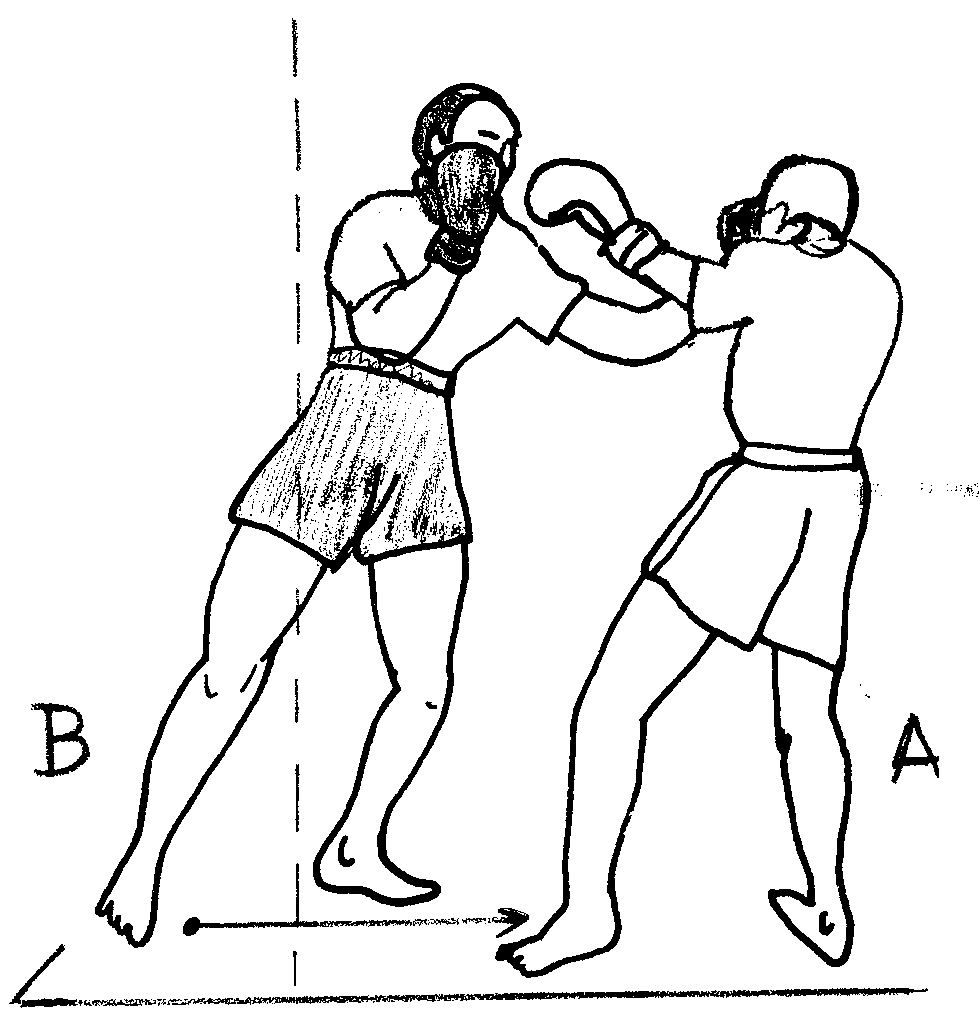
bolo punch
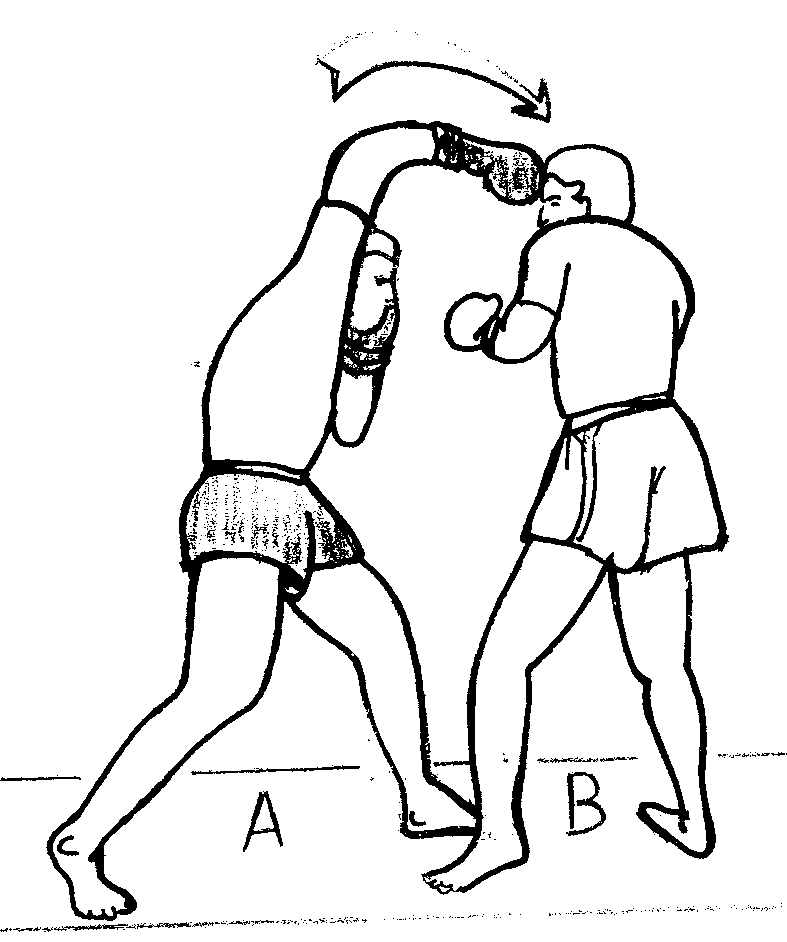
overhand (overcut)

### 右オーバーハンド
The overhand right オーバーハンド右には、手のひらがボクサーとは反対側を向くように肩越しに打たれるため、ループ円弧を描く。背の高い相手にリーチしようとする、身長の低いボクサーに特に人気がある。

### チェックフック
攻撃的なボクサーの突進を防ぐために、チェックフック（A check hook）が採用されている。チェックフックには2つの部分があり、最初の部分は、通常のフックで構成されている。相手が突進すると、ボクサーはフックを投げて左足を旋回させ、右足を180度振る。正しく実行された場合、攻撃的なボクサーは突進し、無敵に雄牛がマタドールを逃したかのように相手を通り過ぎる。

### その他
- カエルパンチ
- ガゼルパンチ
- コークスクリュー・ブロー
- ジョルトブロー
- スリッピング・アウェー
- デンプシー・ロール
- パンチング
- ボディブロー
- ワンツーパンチ